# Huasco
Huasco est une ville portuaire et une commune du Chili faisant partie de la province de Huasco elle-même rattachée à la Région d'Atacama, dans le Nord du pays.

## Géographie

### Situation
La ville de Huasco se trouve à 50 km à l'ouest de Vallenar, la capitale de la province.

### Démographie
En 2012, sa population de Huasco était de 9 015 habitants pour une superficie de 1 601 km2 (densité de 5,6 hab./km2).

## Histoire
Le port de Huasco a été utilisé entre 1851 et 1873 pour exporter du minerai de cuivre.

Position de Huasco (en rouge) au sein de la Région d'Atacama.